# Galerie des Carrosses
La galerie des Carrosses — anciennement musée des Carrosses, jusqu'en  2006 — est un musée d'histoire et des transports situé à Versailles (Yvelines), en France, qui présente une collection de carrosses, principalement du XIXe siècle. Rattaché à l'établissement public du château, du musée et du domaine national de Versailles, il est logé dans la Grande Écurie.

## Historique
Après que les carrosses ont été dispersés lors des grandes ventes révolutionnaires à l’issue de la Révolution française, ce musée est créé par le roi Louis-Philippe Ier en 1833 lorsqu'il décide de transformer Versailles en musée dédié à « toutes les gloires de France ». Il est alors installé à Trianon, dans un petit bâtiment construit à cet effet par Charles-Auguste Questel, architecte des bâtiments civils de Versailles. Le premier musée des Voitures de Trianon ouvre ses portes au public en 1851.
En 1978, le musée des Carrosses quitte le Trianon pour être transféré dans l'une des galeries de la Grande Écurie, site jusqu'alors occupé par diverses administrations — ministère de la Défense, archives départementales, École des beaux-arts — et récupéré de haute lutte par le conservateur de Versailles de l'époque, Gérald Van der Kemp. Par la même occasion, le bâtiment vétuste de Questel, à Trianon, est démoli.
Après travaux, le musée est définitivement rouvert au public en 1985.
Fermé depuis 2006, après des travaux d'agrandissement et de restauration des carrosses, grâce au mécénat de la Société Michelin, il a rouvert au public le 10 mai 2016, sous le nom de galerie des Carrosses.
À la fois musée de l'histoire de France et musée des transports des XVIIIe et XIXe siècles, la galerie des Carrosses présente les plus beaux prototypes et les dernières avancées de la carrosserie française en matière de confort, de performance et de technique : traction, suspension, premier coupés décapotables. En France, les premiers carrosses apparaissent à Paris sous le règne de Louis XIV, vers 1660-1665[réf. nécessaire].

## Collections
La collection comprend principalement des véhicules du XIXe siècle avec des berlines et des voitures de gala de la cour impériale de Napoléon Ier, le char funèbre de Louis XVIII, le carrosse du sacre de Charles X. Le musée ne possède que quelques véhicules datant de l'Ancien Régime avec la berline du dauphin Louis de France (1781-1789), des chaises à porteurs et six traîneaux.
Ornés à profusion d'ors et de sculptures, ces véhicules de grand apparat ont été conçus pour frapper les esprits. Ils représentent la monarchie, l'apparat, la richesse et la tradition. Les carrosses de la galerie sont les créations des meilleurs artistes et artisans de luxe de la Cour : architectes, menuisiers, selliers-carrossiers, miroitiers, serruriers, bronziers, ciseleurs, doreurs, fondeurs, peintres, plaqueurs, passementiers et brodeurs.

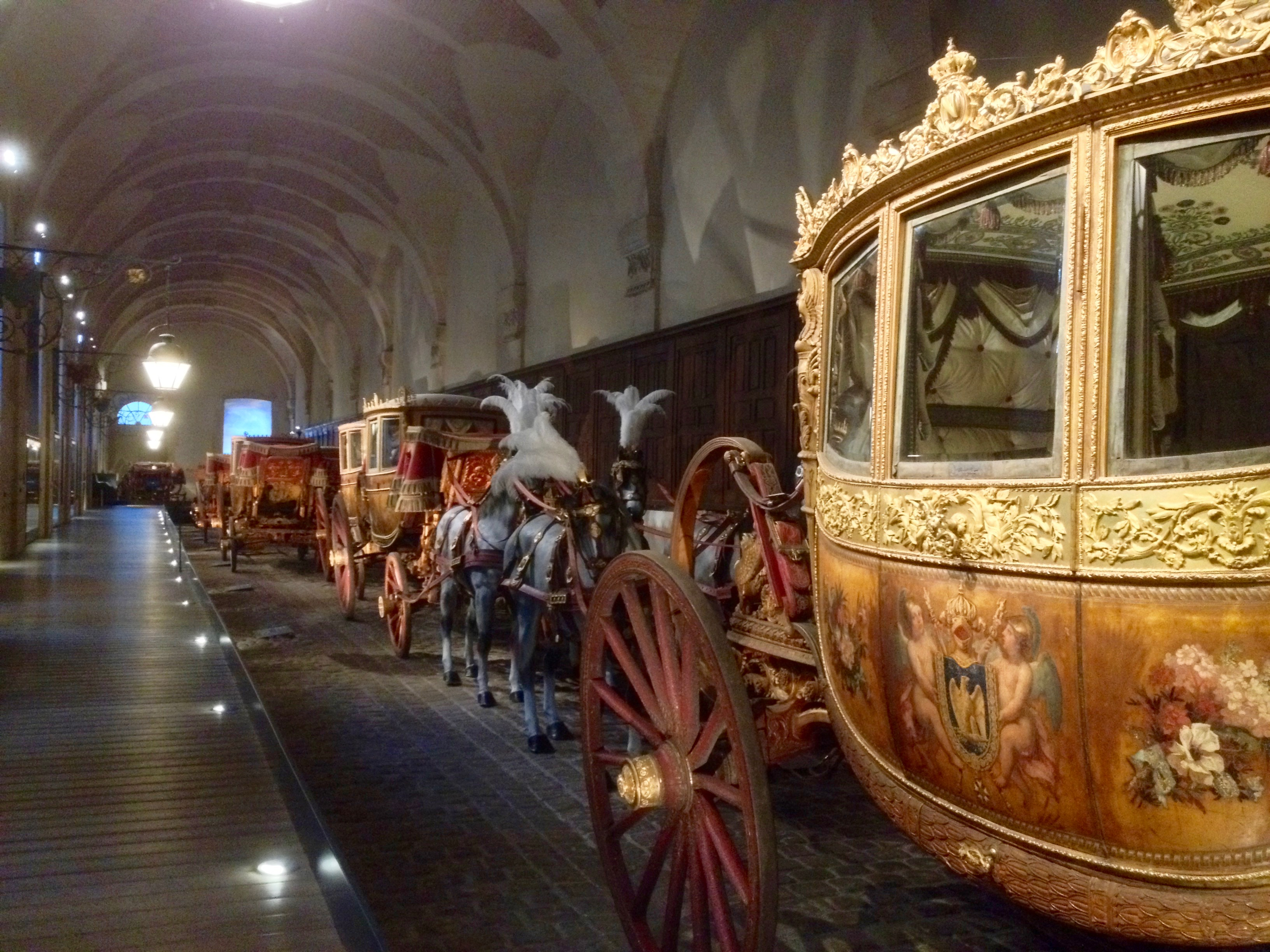
La galerie des Carrosses.
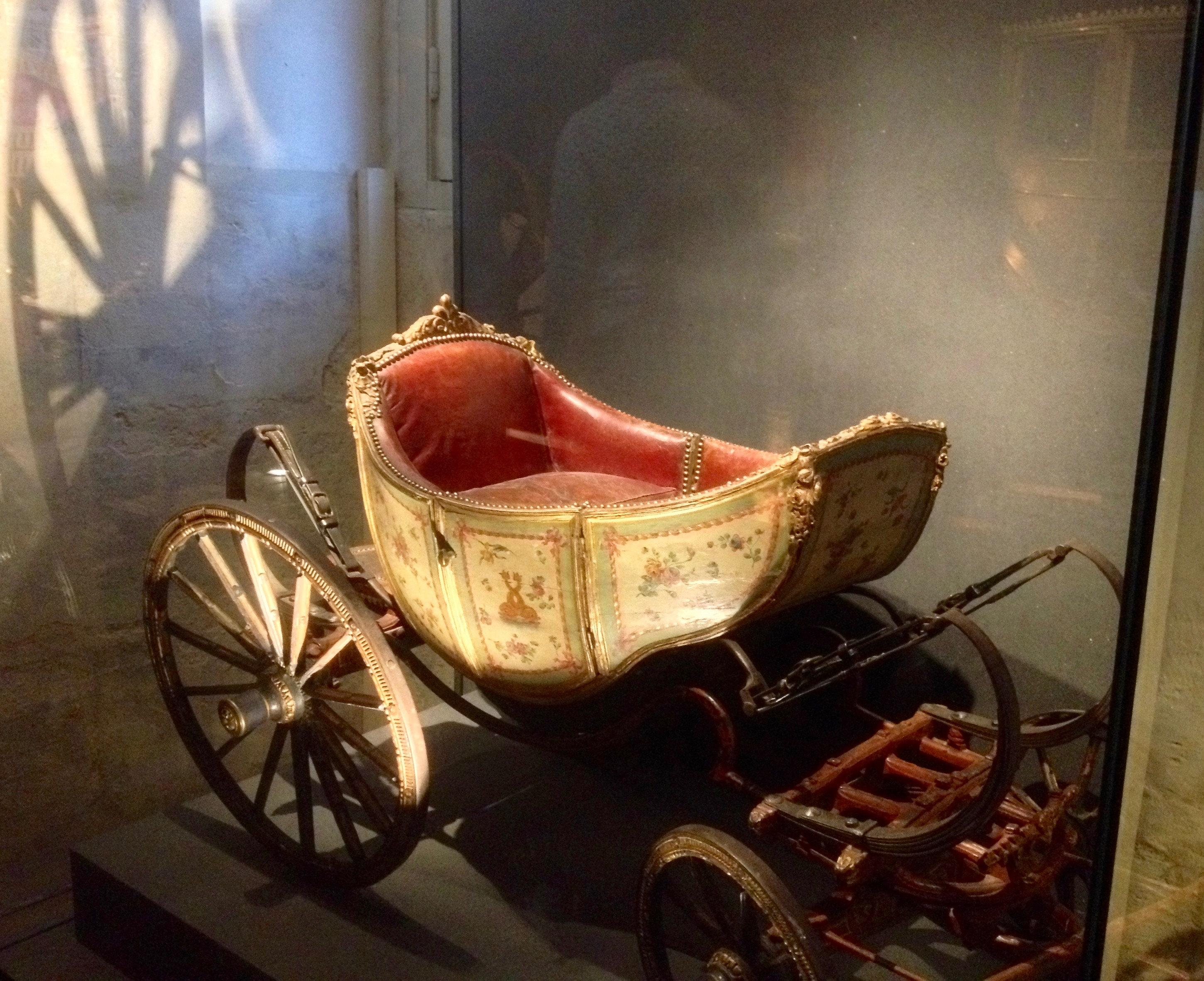
Petite calèche du dauphin Louis-Charles de France.
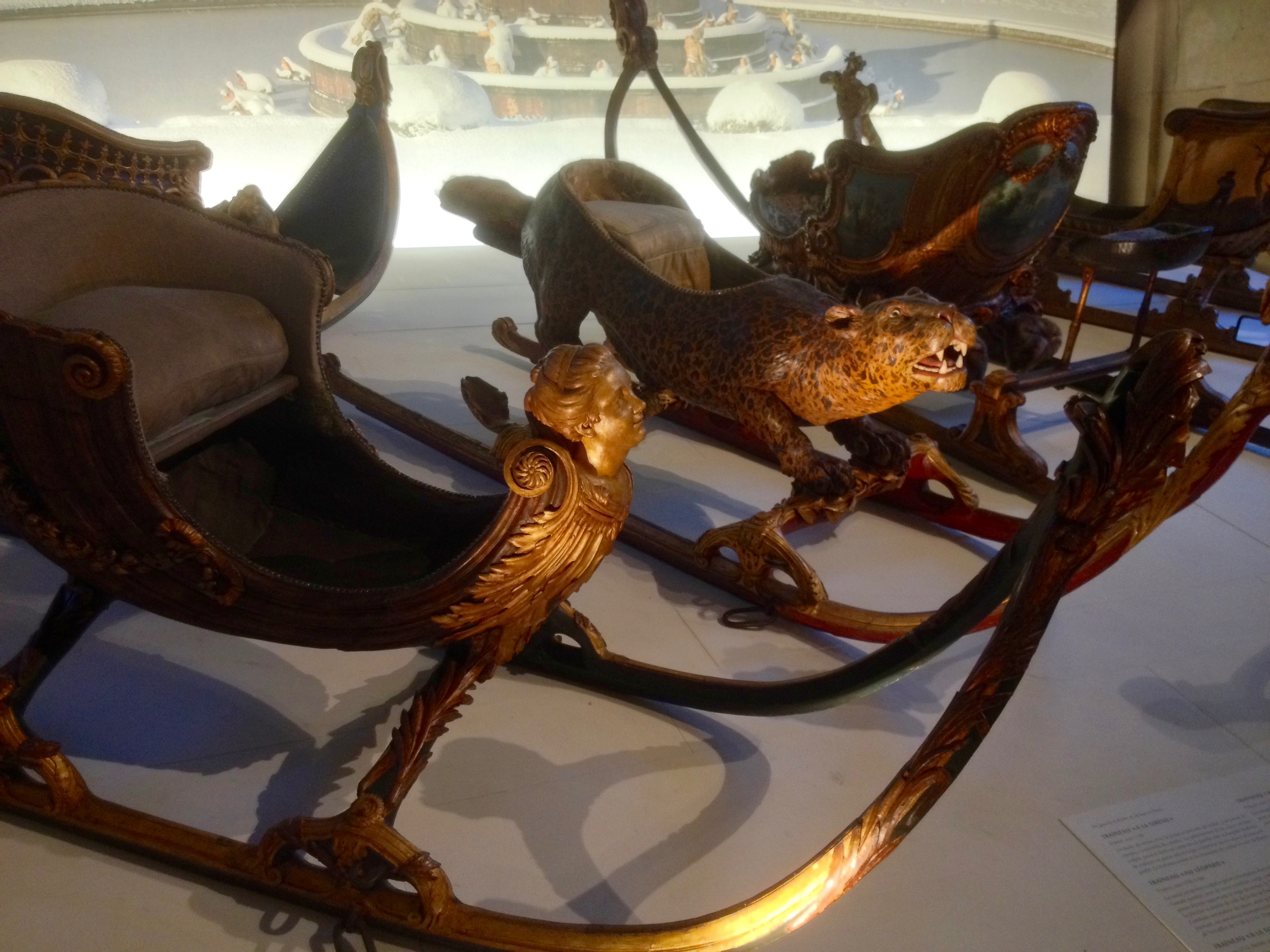
Traîneaux.
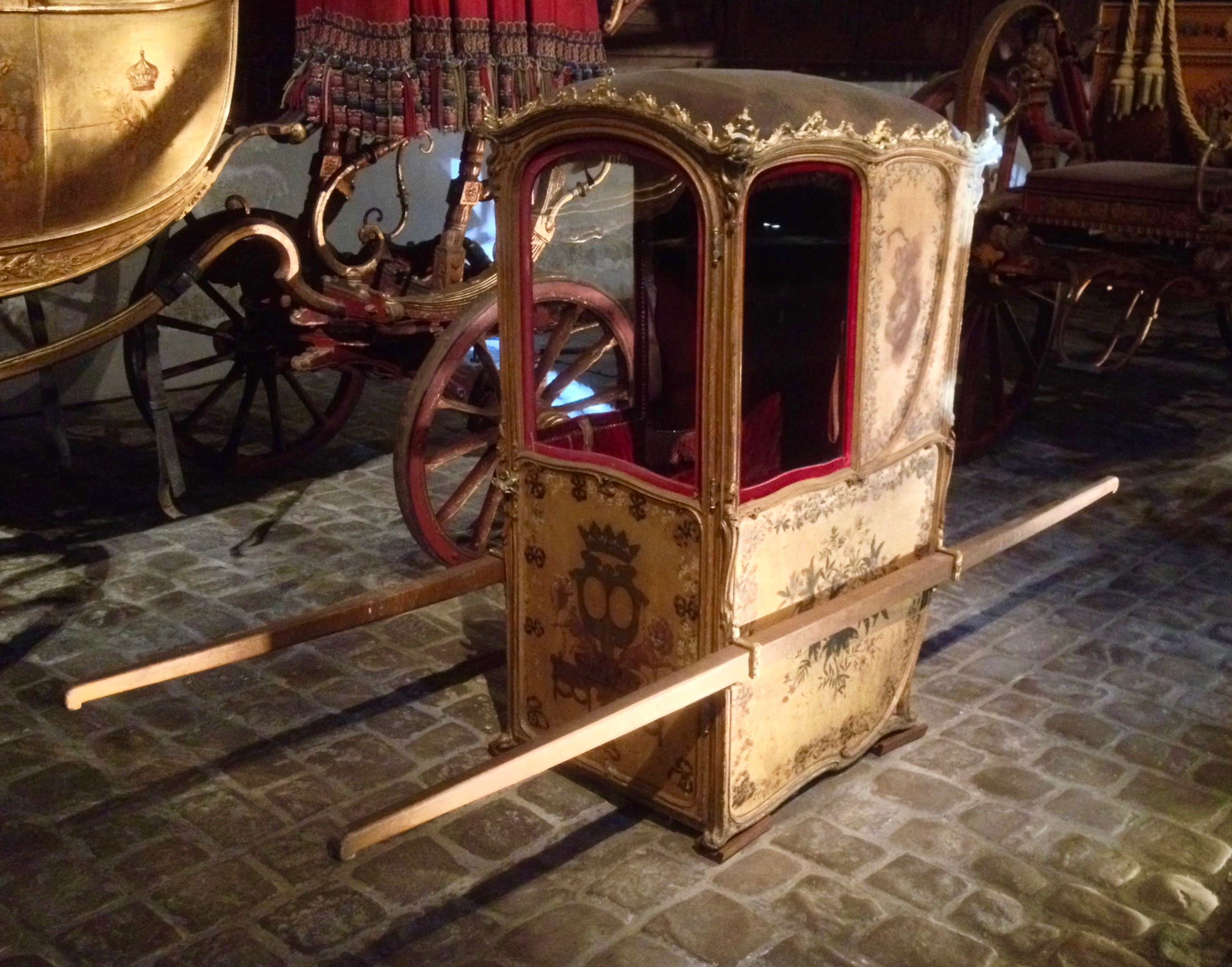
Chaise à porteurs (1750-1765).
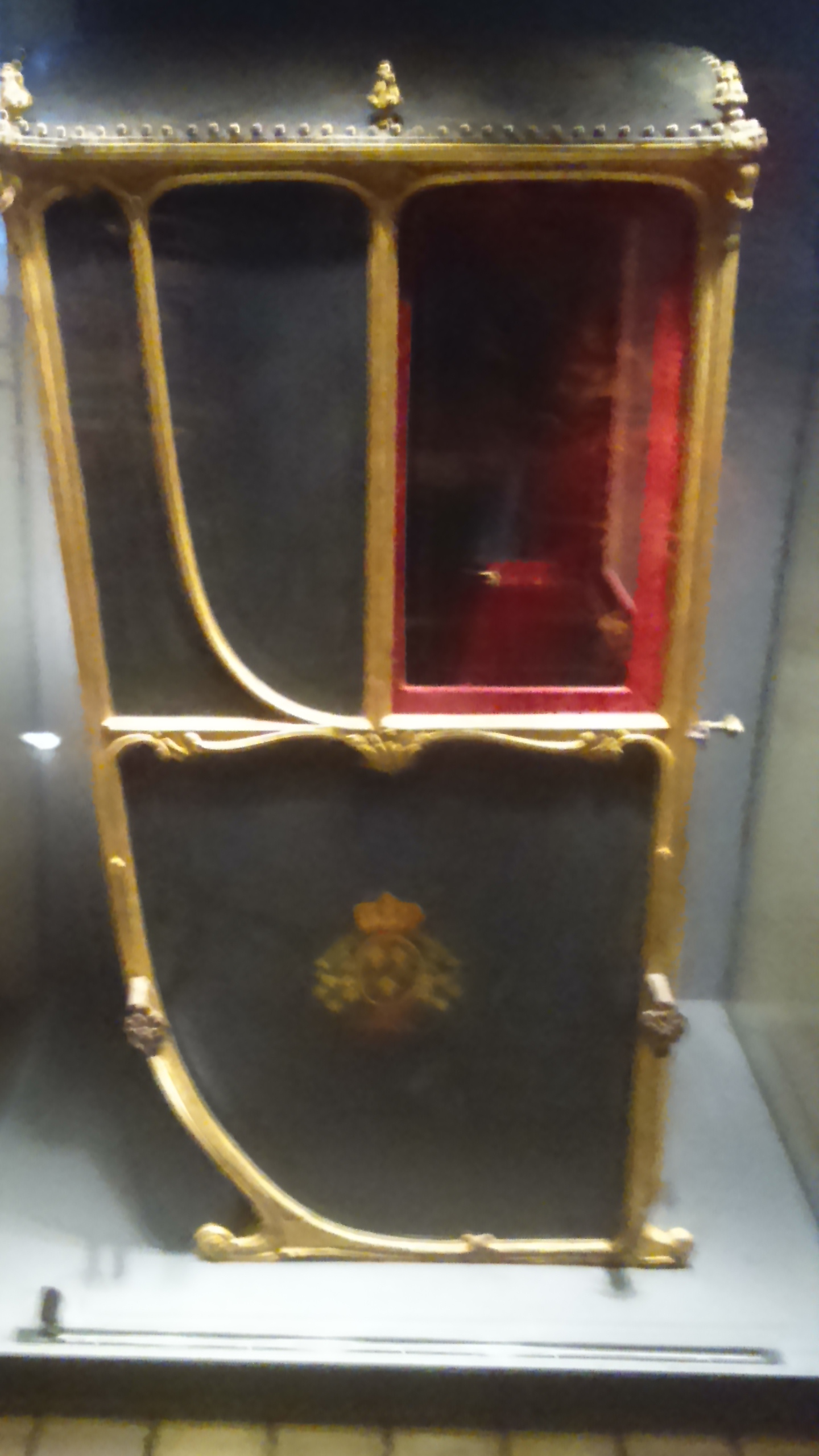
Chaise à porteurs (années 1770).
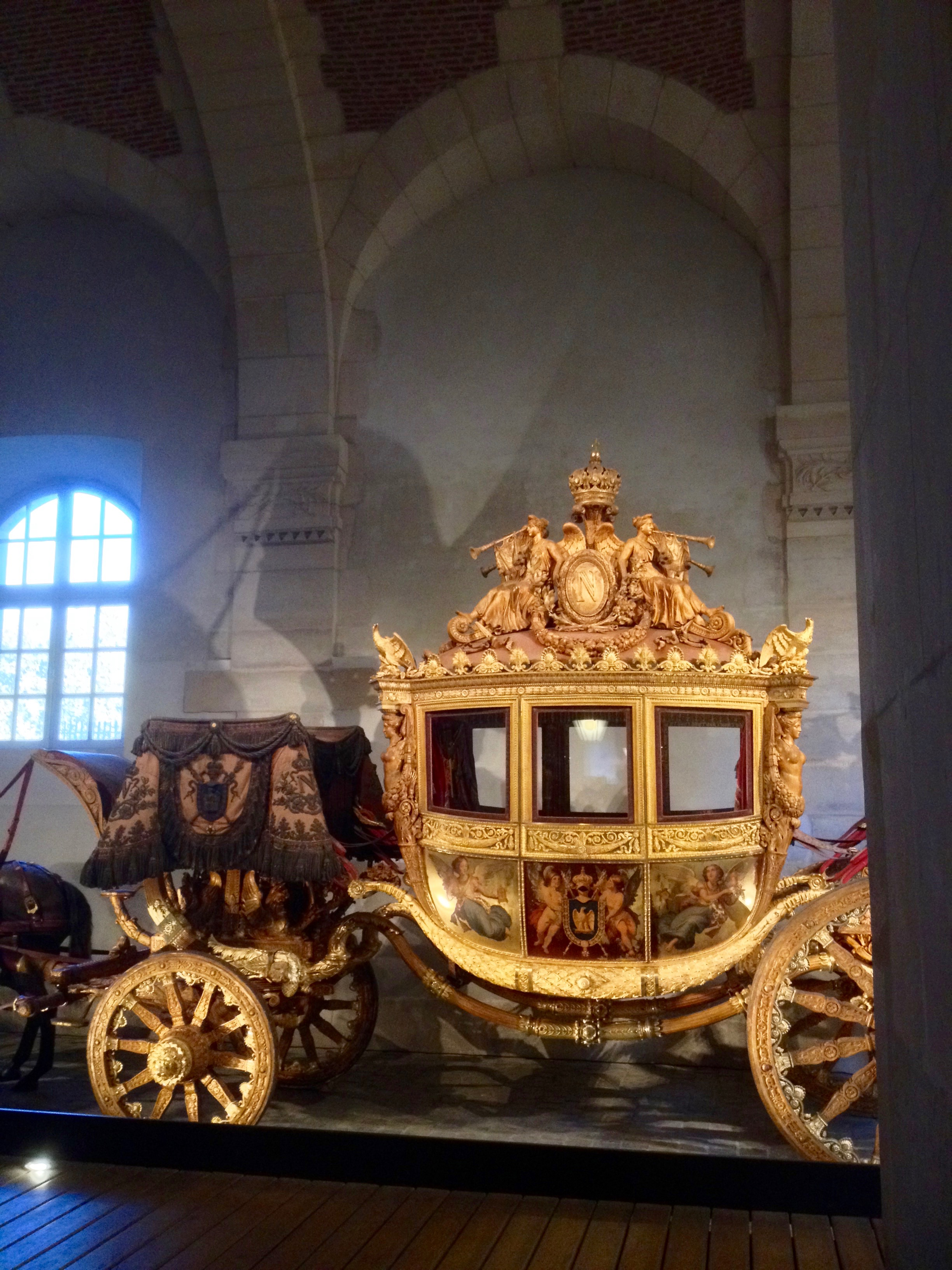
Carrosse du sacre de Charles X.